# Mohamed Ait Mouhoub
Mohamed Ait Mouhoub est un footballeur international algérien. Il évoluait au poste de gardien de but, notamment au MC Alger. Il compte deux sélections en équipe nationale d'Algérie en 1983.

## Biographie
Il reçoit deux sélections en équipe d'Algérie lors de l'année 1983. La première contre la Libye (1-2),  le 14 octobre 1982 à Tripoli ,  et la deuxième contre la Suisse (1-2)  en amical à Alger le 30 novembre 1983 (2 défaites-4 buts encaissés)  .

## Palmarès
MC Alger
- Championnat d'Algérie de football (4) :
  - Champion :  1975, 1976, 1978 , 1979
  - Vice-Champion : 1970
- Coupe d'Algérie de football (3) :
  - Vainqueur :  1973, 1976 , 1983

- Ligue des champions de la CAF (1) :
  - Vainqueur : 1976

- Coupe du Maghreb des vainqueurs de coupe de football (1) :
  - Vainqueur :  1974

- Coupe du Maghreb des clubs champions :
  - Finaliste : 1976
- Supercoupe d'Algérie :
  - Finaliste : 1973